# Łękawa (województwo świętokrzyskie)
Łękawa – wieś sołecka w Polsce położona w województwie świętokrzyskim, w powiecie kazimierskim, w gminie Kazimierza Wielka.
W latach 1975–1998 miejscowość administracyjnie należała do województwa kieleckiego.
| SIMC    | Nazwa      | Rodzaj    |
| ------- | ---------- | --------- |
| 0241873 | Czarnowiec | część wsi |
| 0241880 | Nagórzany  | część wsi |

## Historia
Wieś usytuowana w powiecie proszowickim województwa krakowskiego w końcu XVI wieku.
Łękawa w wieku XIX  wieś w powiecie pińczowskim, gminie Nagórzany, parafii Kościelec (obecnie powiat proszowicki).
W 1827 r. było tu 18 domów 143 mieszkańców.

## Zabytki
Park z XVIII w., wpisany do rejestru zabytków nieruchomych (nr rej.: A.192 z 9.12.1957).